# ATPasa

Adenosín trifosfato (ATP).

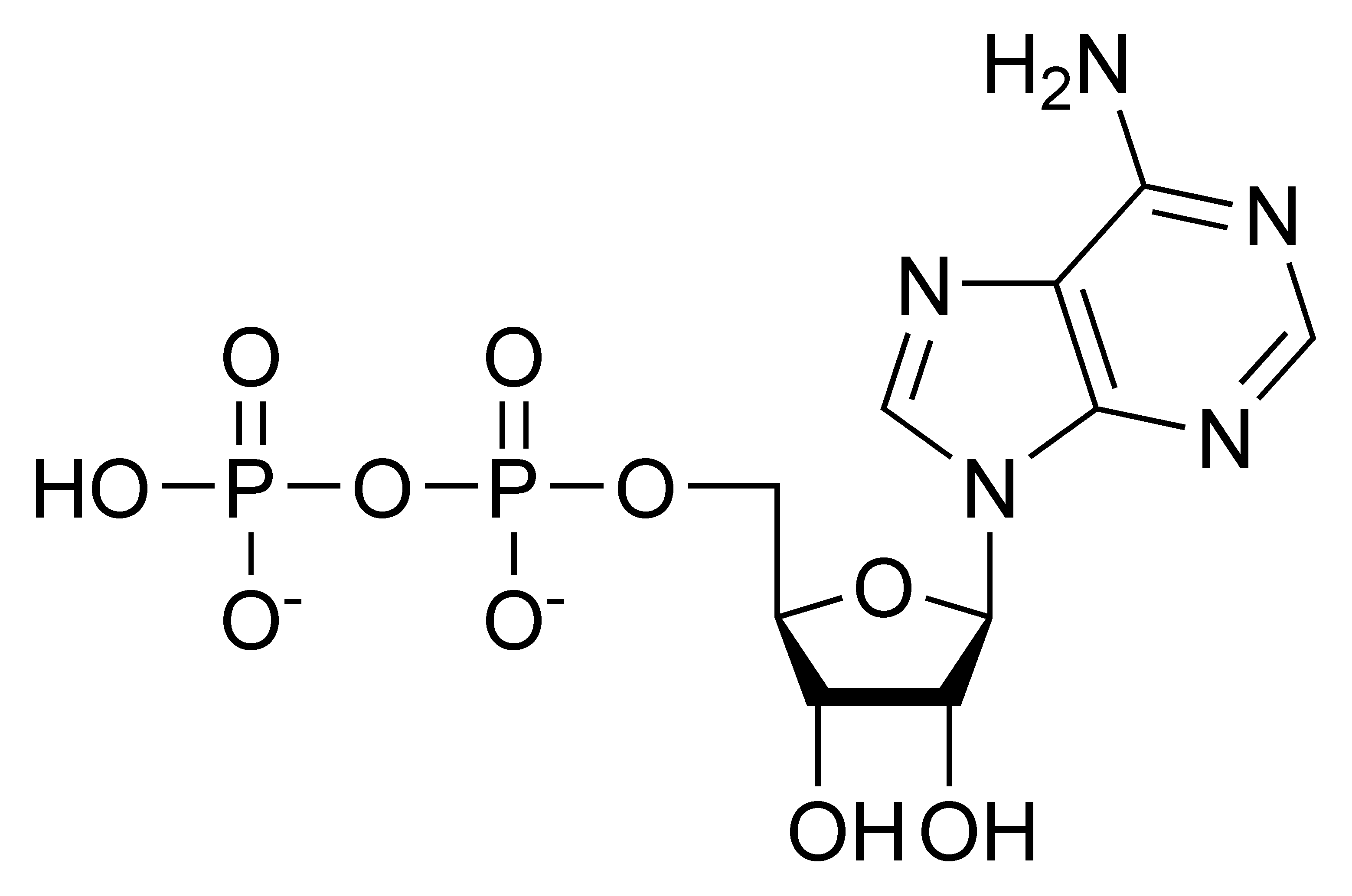
Adenosín difosfato (ADP).

Las ATPasas son una clase de enzimas que catalizan la descomposición de ATP en ADP y un ion de fosfato libre. Esta reacción es exergónica ya que libera energía, que se utiliza en la mayoría de los casos para llevar a cabo otra reacción química acoplada a la reacción descrita.
El proceso que efectúa una ATPasa sobre una molécula de ATP también se denomina desfosforilación. Esta desfosforilación libera energía, que la enzima aprovecha para impulsar otras reacciones químicas que, de otro modo, no se podrían producir. Todas las formas de vida conocidas usan ampliamente este proceso.
Algunas de esas proteínas son proteínas integrales de membrana (ancladas a la membrana plasmática) y los solutos se mueven a través de la membrana, típicamente contra su gradiente de concentración. Estas reciben el nombre de ATPasas transmembrana.

## Funciones
Las ATPasas transmembranas importan muchos de los metabolitos necesarios para el metabolismo celular y exportan toxinas, desechos y solutos que pueden entorpecer el proceso celular. Un ejemplo es el intercambio de sodio y potasio que se lleva a cabo en las dentritas neuronales, donde se mantiene el potencial de la membrana celular. Otro ejemplo es la ATPasa de hidrógeno y potasio que acidifica el contenido gástrico. La miosina es un tipo de ATPasa.
Además de los intercambiadores, otras categorías de ATPasa transmembrana incluyen co-transportadores y bombas (sin embargo, algunos intercambiadores también son bombas). Algunos de estos, como la Na + / K + ATPasa, causan un flujo neto de carga, pero otros no.

## Mecanismo de reacción
El acoplamiento entre la hidrólisis de ATP y el transporte es más o una reacción química estricta, en la que se transportan un número fijo de moléculas de soluto para cada molécula de ATP que se hidroliza; Por ejemplo, 3 iones Na+ fuera de la célula y 2 iones K+ hacia el interior por ATP hidrolizado, para el intercambiador Na+ / K+.
Las ATPasas transmembranales aprovechan la energía potencial química del ATP, porque realizan trabajo mecánico: transportan solutos en una dirección opuesta a su dirección de movimiento termodinámicamente preferida, es decir, desde el lado de la membrana donde están en baja concentración al lado donde están en alta concentración. Este proceso se considera transporte activo.

Por ejemplo, el bloqueo de los H+ - ATPasas vesiculares incrementaría el pH dentro de las vesículas y disminuiría el pH del citoplasma.

## Clasificación
Existen diferentes tipos de ATPasas, que pueden diferir en función (síntesis y / o hidrólisis de ATP), estructura (F-, V- y A-ATPases contienen motores rotativos) y en el tipo de iones que transportan:
- Las F-ATPasas (F1FO-ATPases) en las mitocondrias, cloroplastos y membranas plasmáticas bacterianas son los principales productores de ATP, utilizando el gradiente de protones generado por la fosforilación oxidativa (mitocondrias) o la fotosíntesis (cloroplastos).

- Las V-ATPasas (V1VO-ATPasas) se encuentran principalmente en vacuolas eucarióticas, catalizando la hidrólisis de ATP para transportar solutos y pH más bajo en orgánulos como la bomba de protones del lisosoma.

- A-ATPasas (A1AO-ATPasas) se encuentran en Archaea y funcionan como F-ATPasas

- Las P-ATPasas (E1E2-ATPasas) se encuentran en bacterias, hongos y membranas de plasma eucariotas y orgánulos, y funcionan para transportar una variedad de iones diferentes a través de las membranas.

- Las E-ATPasas son enzimas de superficie celular que hidrolizan una gama de NTPs, incluyendo el ATP extracelular.